# Hans Reinhold Blomstedt
Hans Reinhold Blomstedt, född 2 februari 1786 på Hermansarii gård i Finland, död 2 december 1852 på Brunna herrgård, var en svensk överste och politiker. Han var svärfar till godsägaren och politikern Carl Gustaf Hierta.
Hans Reinhold Blomstedt var riksdagsledamot för ridderskapet och adeln vid ståndsriksdagarna 1809/10, 1823 och 1834/35.